# Dąbroszyn (województwo lubuskie)
Dąbroszyn (niem. Tamsel) – wieś w Polsce w województwie lubuskim, w powiecie gorzowskim, w gminie Witnica, na historycznej ziemi lubuskiej.
W latach 1954–1958 wieś należała i była siedzibą władz gromady Dąbroszyn, po jej zniesieniu w gromadzie Kamień Mały. W latach 1975–1998 miejscowość administracyjnie należała do województwa gorzowskiego.

## Historia

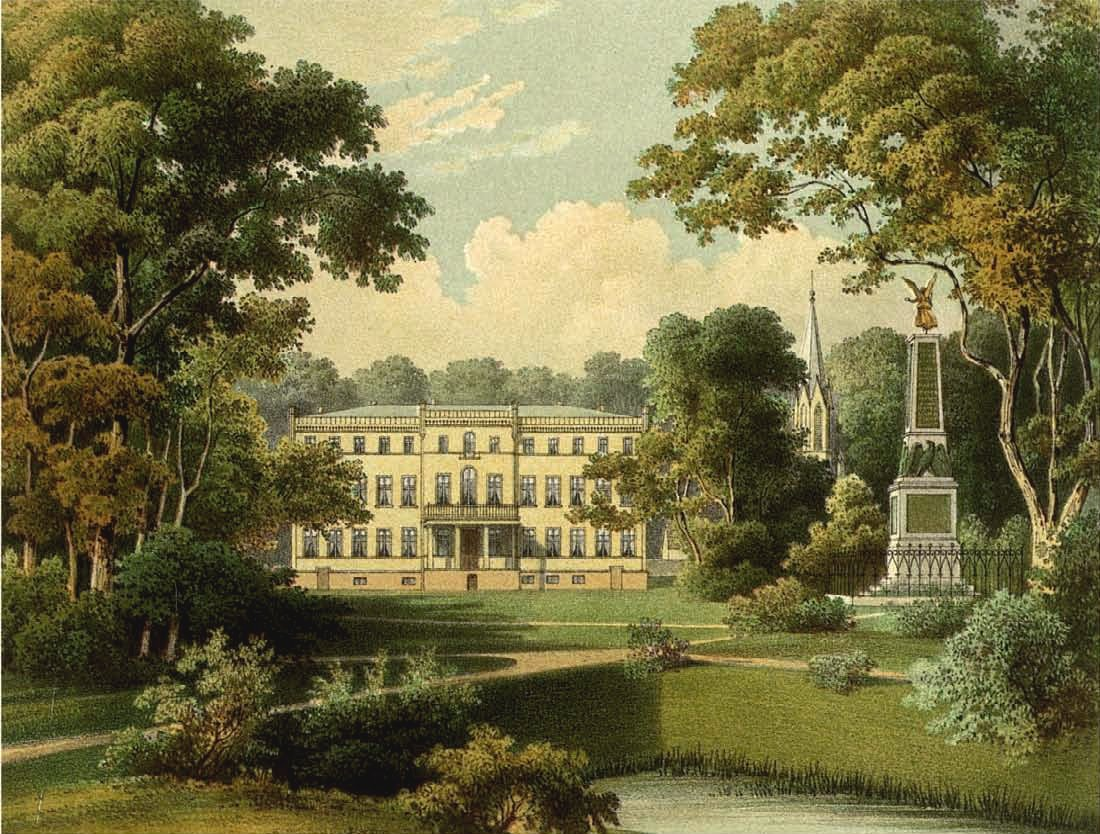
Pałac w XIX w.

Wieś początkowo powstała jako osada w XII w. Kolejno znajdowała się w rękach templariuszy, joannitów i prywatnych właścicieli.
W XIX wieku Dąbroszyn, zwany wówczas Tamsel, był częstym miejscem wycieczek kostrzyńskich mieszczan.
Działały dwa państwowe gospodarstwa rolne: w centralnej części miejscowości Państwowe Przedsiębiorstwo Gospodarki Rolnej w Dąbroszynie oraz znajdujące się za linią kolejową Państwowe Gospodarstwo Rolne w Dąbroszynie.

## Zabytki
Do wojewódzkiego rejestru zabytków wpisane są:
- kościół niegdyś ewangelicki, obecnie rzymskokatolicki pw. św. Józefa (filia parafii w Kostrzynie). Kościół wybudowano w końcu XVII w., gdy właścicielem majątku był marszałek Hans Adam von Schöning. W latach 1825–1829 kościół przebudowano w stylu neogotyckim oraz dobudowano wieżę. Projektantem przebudowy był najprawdopodobniej Karl Friedrich Schinkel. W kościele zachowało się mauzoleum rodziny von Schöning z wysokiej klasy pełnofiguralnymi rzeźbami przedstawiającymi marszałka i jego żonę Margarethę Luisę von Pöllnitz. Obok znajduje się popiersie ich syna Johanna Ludwiga von Schöning. Autorstwo rzeźb przypisuje się Andreasowi Schlüterowi lub jego uczniom. W podziemiach kościoła znajduje się udostępniony do zwiedzania, bogato zdobiony miedziany sarkofag marszałka Schöninga

- zespół pałacowy, z XVII-XIX w.:

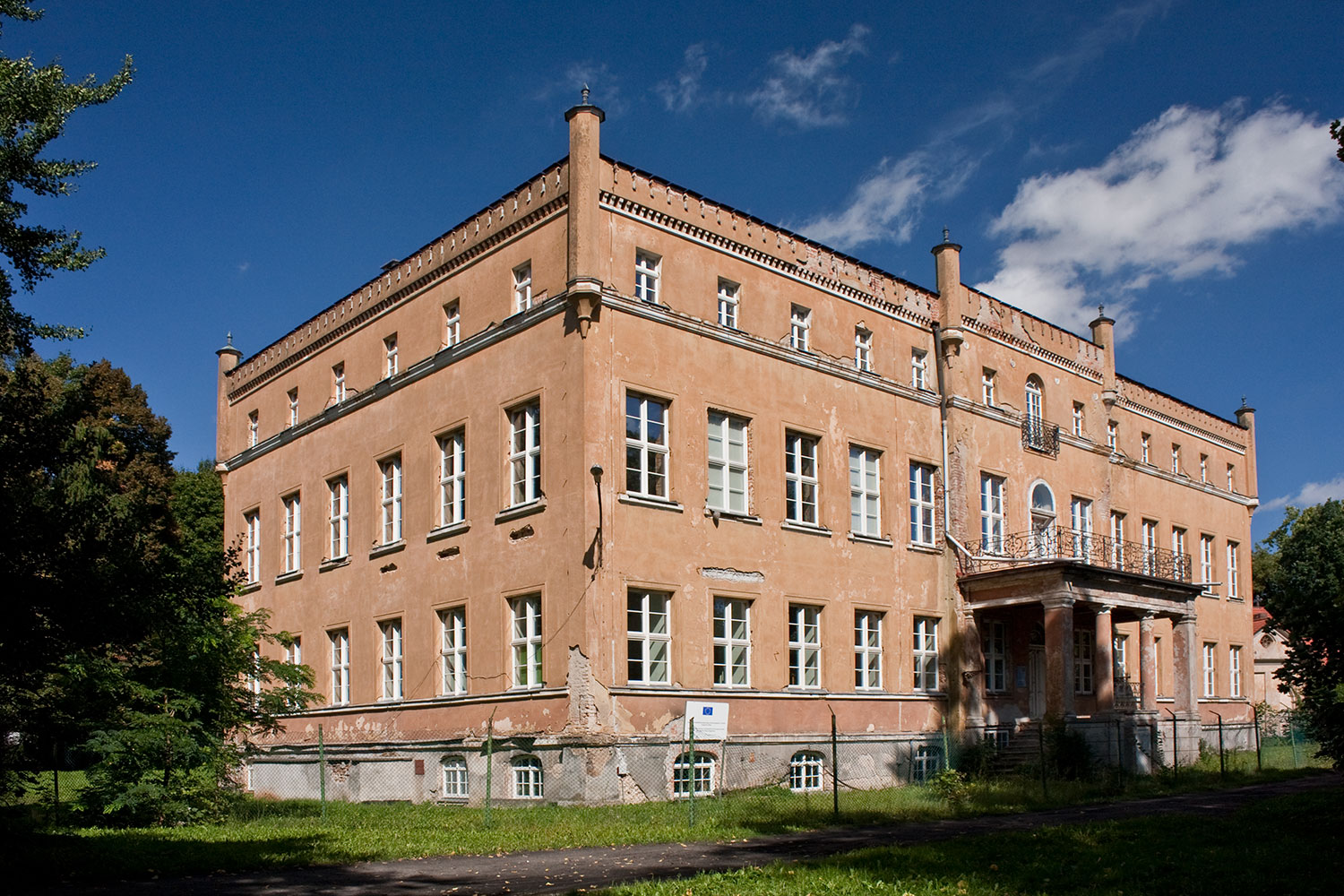
Pałac w Dąbroszynie

  - pałac, zbudowany pod koniec XVII w., przebudowany ok. 1780 i 1820 r. oraz w 1851 kiedy to budowla została podwyższona o jedną kondygnację i otrzymała neogotycki wygląd. Z zewnątrz pałac prezentuje się skromnie (ma formę prostopadłościanu bez wież, stromych dachów, wykuszy itp.) Wewnątrz zachowało się wiele detali architektonicznych, w tym posadzki i kominki. Obecnie (2015 r.) pałac stoi niewykorzystywany i nie jest udostępniony do zwiedzania.
  - oficyna folwarczna
  - baszta
  - park pałacowy, z końca XVIII wieku. Pierwotnie miał formę francuskiego ogrodu barokowego. Na początku XIX w. park został przekształcony w stylu angielskiego romantyzmu przez Petera Lenné.
  - pawilon ogrodowy, tzw. Świątynia Zofii, z pocz. XIX w. (niezachowany)
  - pawilon ogrodowy, tzw. Świątynia Cecylii, z 1860 r. Budowla ma formę ośmiokolumnowego monopterosu. Wewnątrz znajduje się rzeźba Chronosa.
  - gołębnik na folwarku, z 1820 r.

W parku dolnym zachował się najokazalszy z dąbroszyńskich pomników – obelisk zwieńczony figurą Wiktorii – bogini zwycięstwa. Pomnik, dzieło Christiana Raucha, powstał w 1840, w setną rocznicę koronacji Fryderyka Wielkiego. Fryderyk Wielki bywał za młodu w tym parku jako gość Luisy Eleonory – żony ówczesnego właściciela majątku, pułkownika Adama Friedricha von Wreecha.
W parku górnym oprócz wymienionej wyżej Świątyni Cecylii zachował się obelisk poświęcony ks. Henrykowi Pruskiemu – bratu Fryderyka Wielkiego.

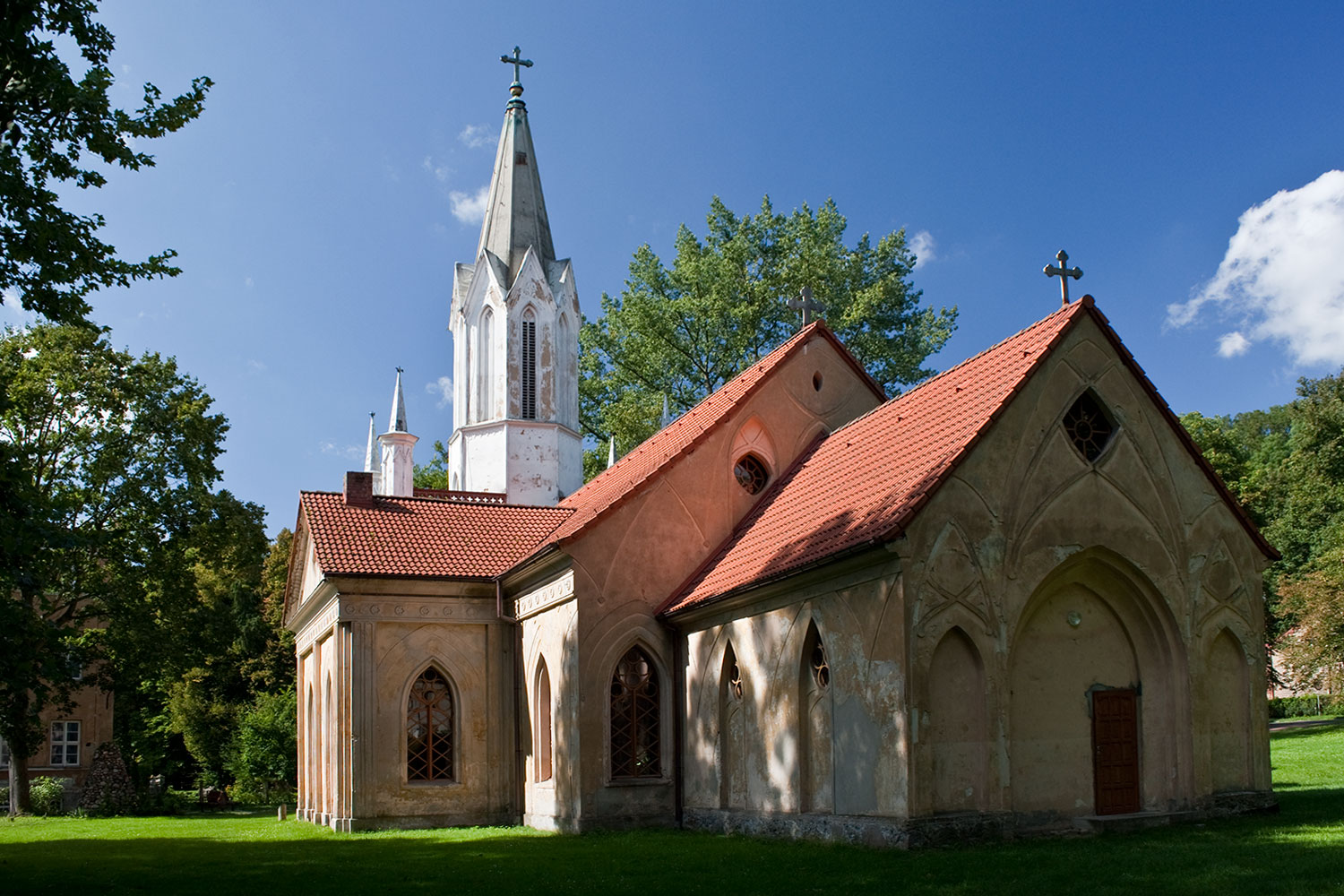
Kościół św. Józefa
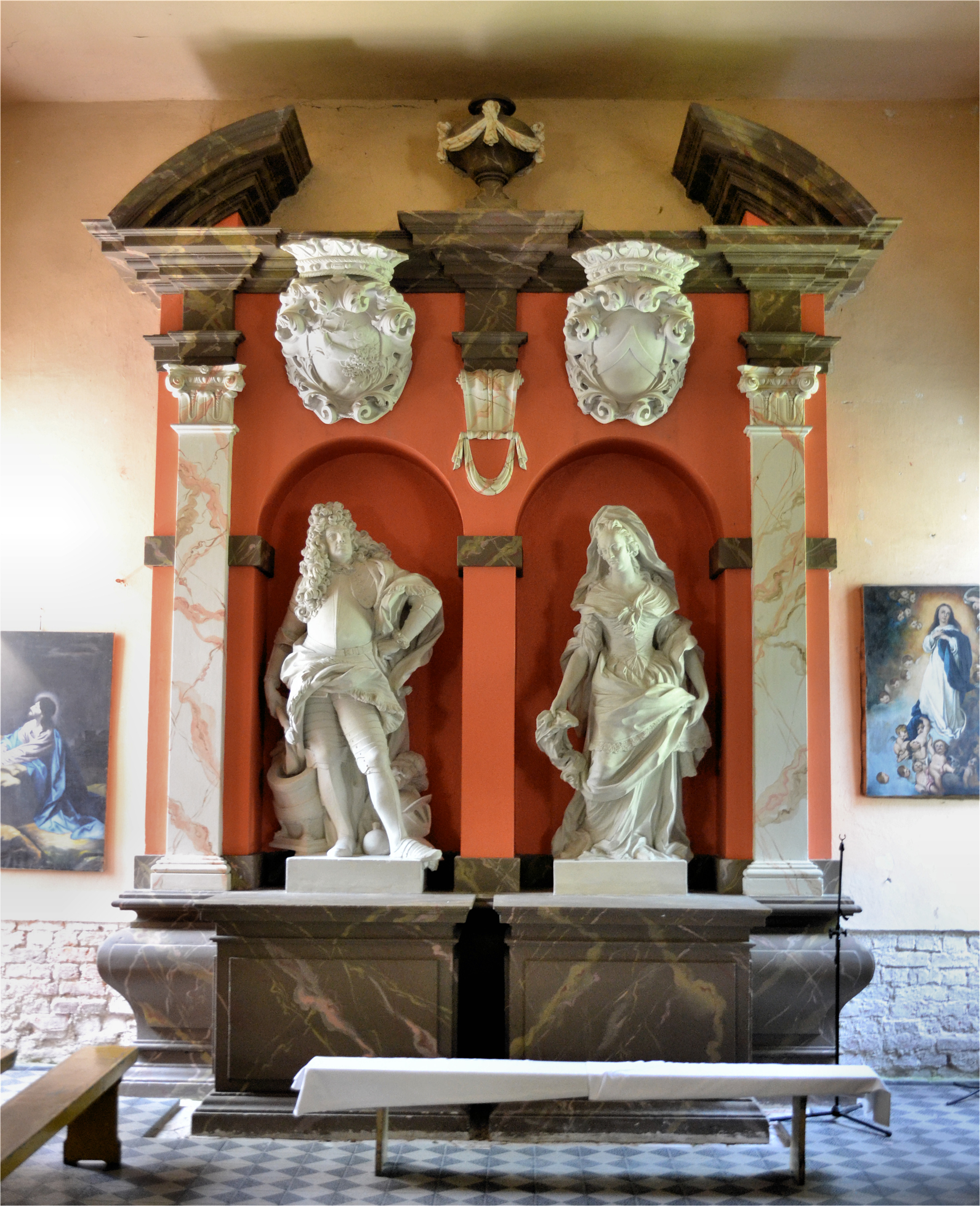
Mauzoleum Hansa Adama Schöninga i jego żony
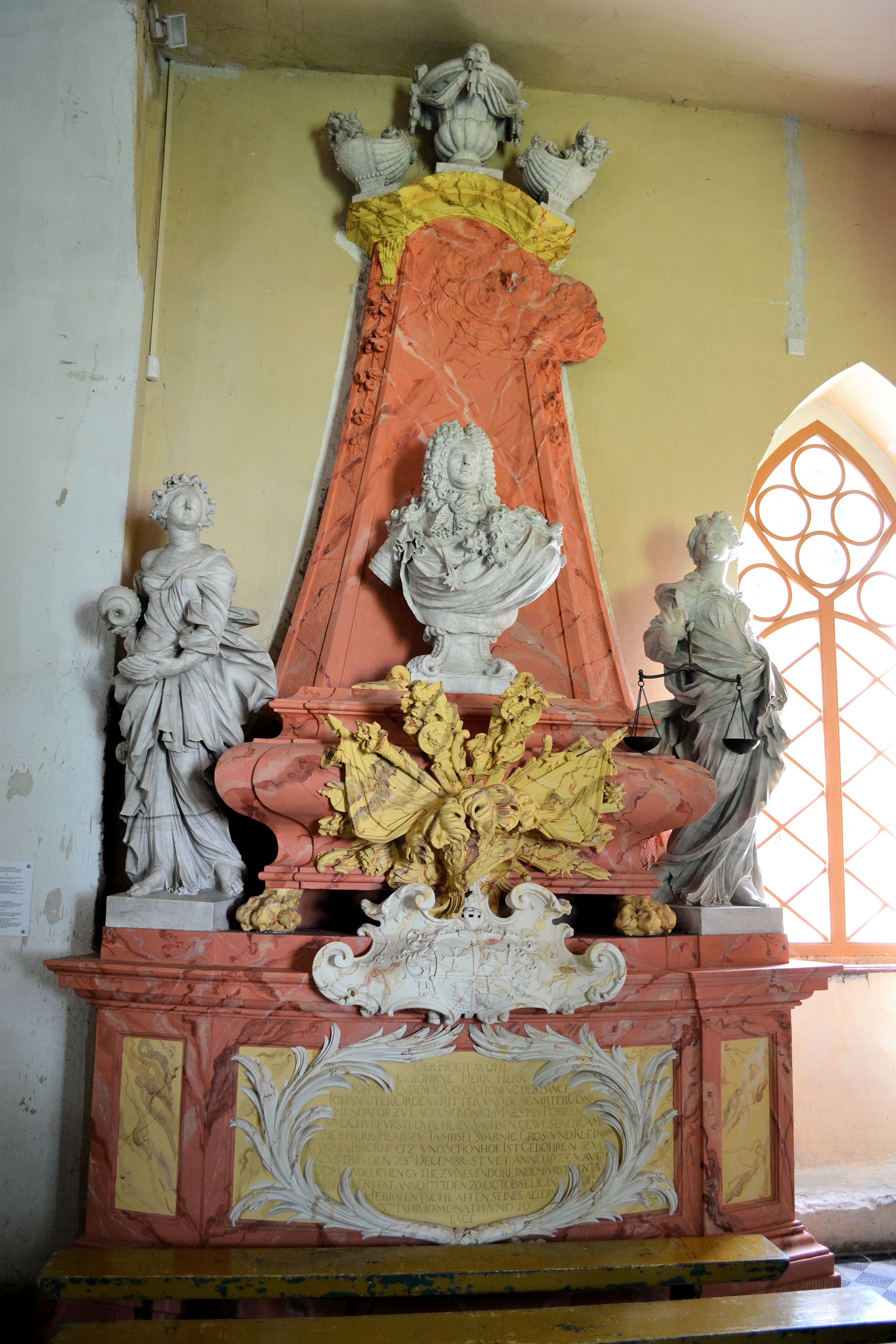
Popiersie Johanna Ludwiga Schöninga
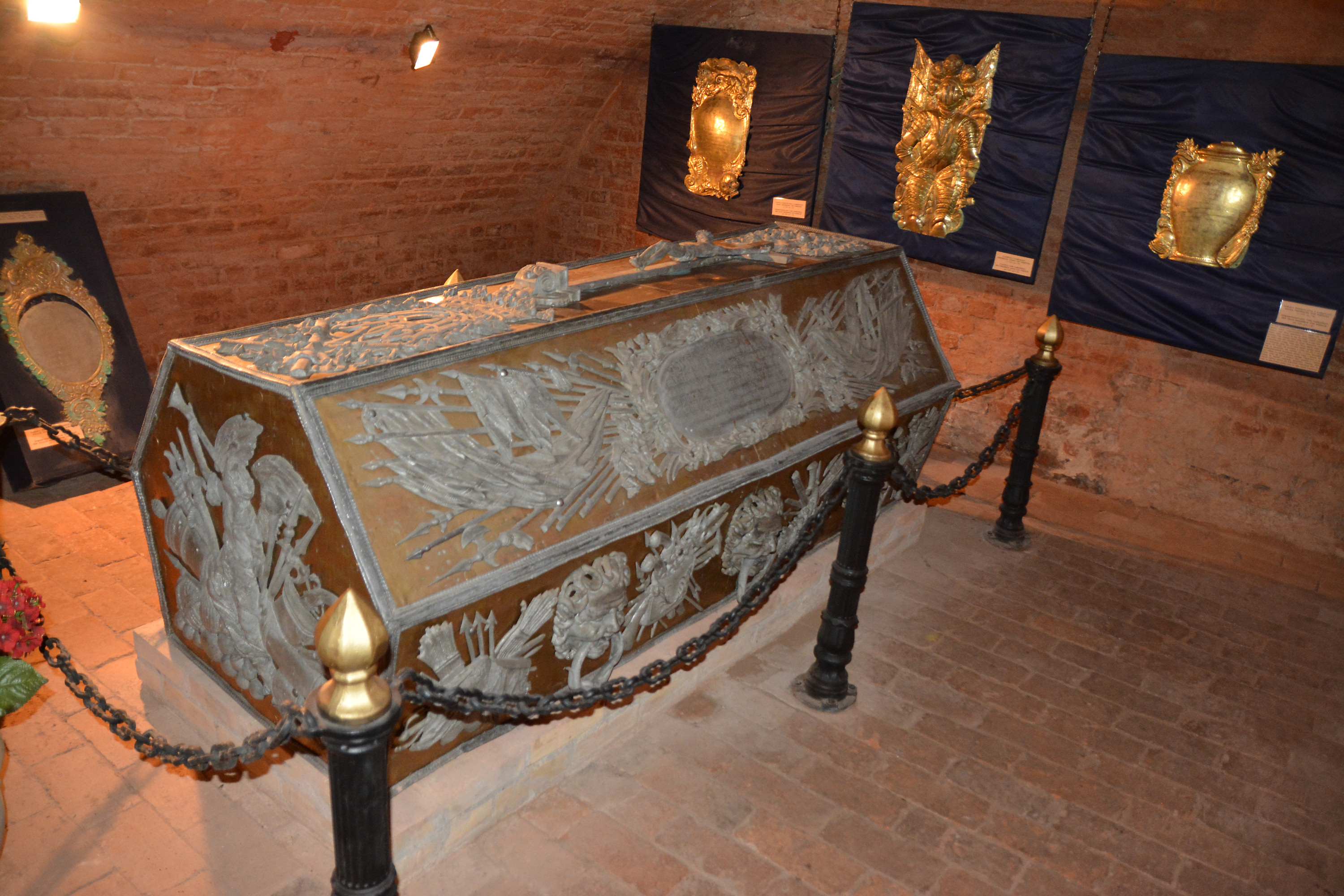
Sarkofag marszałka Schöninga
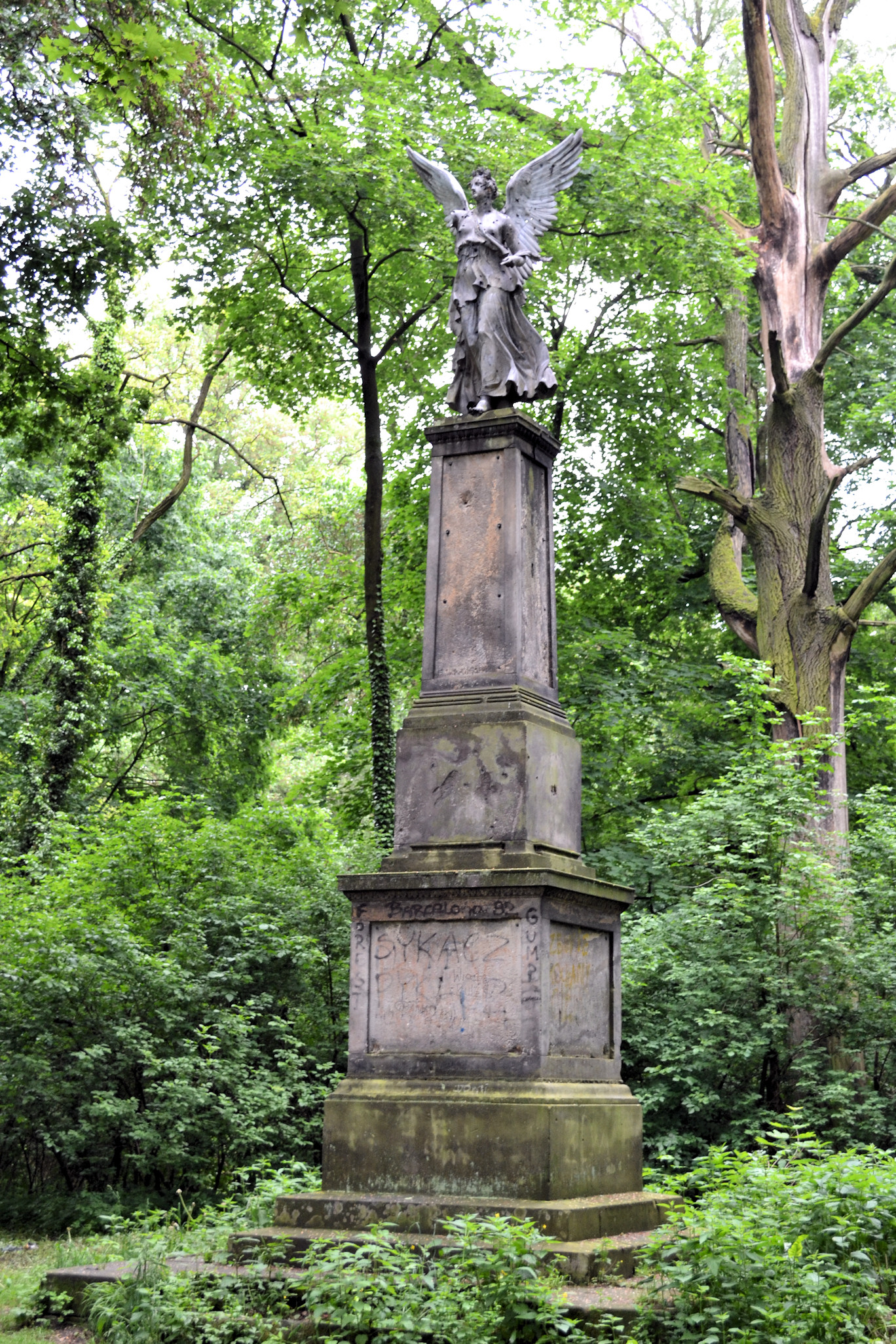
Pomnik Wiktorii
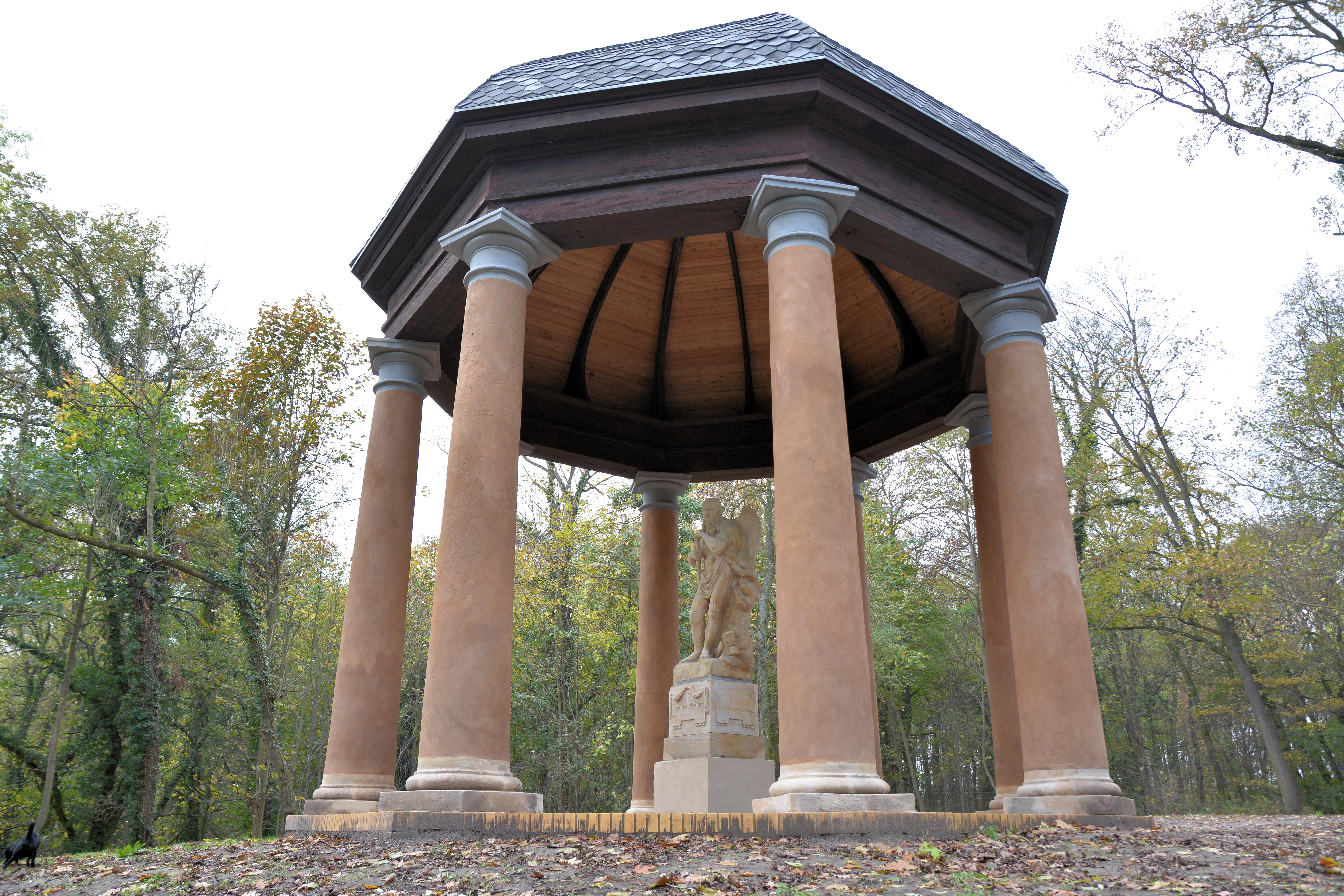
Świątynia Cecylii

## Sport
Działa tu piłkarski Klub Sportowy „Zew” Dąbroszyn założony w 1973 roku i występujący w gorzowskiej A-klasie.